# Барбара Строци
Барбара Строци (Венеција, 6. август 1619 — Падова, 11. новембар 1677) била је италијанска барокна певачица и композиторка.

## Ране године
Барбара Строци рођена је 1619. године у Венецији. Била је ванбрачно дете, али је ипак расла у богатству јер ју је 1628. године усвојио Ђулио Строци, богати песник, драматург и либретиста. Породица Строци била је, уз Медичије, најбогатија и најугледнија фирентинска породица. Барбарина права мајка, Изабела, је читавог живота радила у дворцу Ђулија. 

## Рад
Ђулијин професор музике био је Франческо Кавали. Прву збирку мадригала Барбара је посветила Виторији де ла Ровере, војвоткињи Тоскане. Годину дана касније Николо Фонтеи посвећује Барбари збирку песама под називом „Поетске хировитости“. 
У осамнаест година Барбара је постала маскота Академије једногласних, удружења које је основао њен отац Ђулио. Њено слободно понашање било је неприхватљиво за тадашње друштво. Паола је Ђованију Паолу Видману коме је родила четворо деце, два сина и две ћерке. Иако су неколико деценија били у вези, никада се нису венчали. Своје ћерке дали су у манастир на васпитавање. Први син постао је очев наследник, а други калуђер. 

## Смрт
Барбара Строци умрла је 1677. године у Падови. Узрок смрти је непознат. Иза себе је оставила осам збирки композиција. Неке од њих изводе се и данас. 